# Arthur Schoonderwoerd
Arthur Schoonderwoerd (né à Vlaardingen en 1966) est pianiste, pianofortiste, claveciniste,clavicordiste et chef d'orchestre néerlandais.

## Biographie
Schoonderwoerd commence ses études musicales, notamment le piano, au Conservatoire d'Utrecht, avec  Herman Uhlhorn et Alexander Warenberg. Il y obtient successivement un diplôme  de pédagogie (1990), de concertiste (1992) et de musique de chambre (1993). Il fait également des études de musicologie à l'Université d'Utrecht.
À partir de 1992 il se perfectionne en piano-forte auprès de Jos van Immerseel au Conservatoire National Supérieur de Musique de Paris et en 1995 remporte un premier prix à l'unanimité dans cette discipline. Il effectue ensuite un cycle de perfectionnement dans le même institut. En 1995, il remporte le troisième prix et le prix de la radio belge (VRT) lors du Concours international de musique ancienne de Bruges. En 1996, il devient Laureat Juventus du Conseil de l'Europe. Lors du concours international Van Wassenaer pour les ensembles de musique ancienne en 1996, il reçoit le prix de la meilleure interprétation soliste.
Arthur Schoonderwoerd explore l'interprétation de la musique pour piano des 18e au 20e siècle et le répertoire oublié de cette époque. Il s'intéresse également de très près à la facture des instruments à clavier de cette période. 
Sa discographie comprend de nombreux enregistrements avec claviers historiques applaudis par la critique (Diapason d’or, Chocs du Monde de la musique, Chocs de Classica etc.). 
Il a également pris des cours de direction d'orchestre chez Dominique Rouits à l'Ecole Normale de Paris afin de pouvoir élargir avec l'Ensemble Cristofori son répertoire de concertos avec piano avec le répertoire symphonique. Depuis, quelques enregistrements très intéressants ont été gravés (Requiem de Mozart, Troisième symphonie de Beethoven etc)    
Schoonderwoerd se produit comme soliste dans toute l'Europe. Il joue régulièrement avec des ensembles de musique de chambre ou des chanteurs dans le répertoire du lied, notamment avec Johannette Zomer, Hans Jörg Mammel, Sandrine Piau, David Wilson Johnson, Isabelle Druet, Jan Kobow, Sarah Wegener, Peter Kooij ou les instrumentistes Eric Hoeprich, Jaap ter Linden, Barthold Kuijken, Wilbert Hazelzet, Miklós Spányi, Graf Mourja, François Leleux, Marie Hallynck, Corrado Bolsi et Gisella Curtolo. 
De 2004 à 2014, Arthur Schoonderwoerd enseigne le pianoforte et la musique de chambre à l'Escola Superior de Musica de Catalunya (Barcelone, Espagne). Depuis 2016, il enseigne le pianoforte et la musique de chambre au CNSMD de Lyon. 
Il est fréquemment invité à donner des classes de maître dans l’Europe entière. Depuis 2006, Arthur Schoonderwoerd est directeur artistique du Festival de Besançon/Montfaucon. 

## Discographie
Solo
- Fortepiano music from the Netherlands, œuvres pour piano de Carolus Emanuel et Carolus Antonius Fodor, Wilms, Messemaecker - (21–24 février 1999, NM classics 92103) (OCLC 48385293)
- Chopin
  - Mazurkas, valses & autres danses - piano Ignace Pleyel 1836 (décembre 2002, Alpha 040) (OCLC 811334070)
  - Ballades et Nocturnes (août 2008, alpha 147) (OCLC 811451300)
- Eckard, Sonates et menuets pour pianoforte - piano-forte C. Clarke (1993) d'après modèle de Sébastian Lengerer 1793 (juillet 1996, Zig-Zag Territoires ZZT980601) (OCLC 42960984)
- Mozart, Intégrale des sonates pour piano (2005/2009, 6CD Eroica / Accent ACC 24254) (OCLC 858637110)

Chambre
- Va donna ingrata, musique italienne, espagnole et flamande des XVIe et XVIIe siècles - Ensemble La Primavera (Zig-Zag Territoires 2004) (OCLC 66522231)
- Boccherini, Six quatuors pour le clavecin ou pianoforte, violon, alto et basse obligée [G.259]- La Real Cámara : Emilio Moreno, violon ; Antonio Clares, alto ; Mercedes Ruiz, violoncelle (janvier 2011, Glossa) (OCLC 846562132)
- Mozart, Une soirée chez les Jacquin : Trio des quilles K.498, Sonate à quatre main K.521 - Gilles Thomé, clarinette et direction ; Emilio Moreno, alto ; Miklos Spanyi, piano-forte C. Clarke (1992) d'après modèle de Sébastian Lengerer 1793 ; ainsi que l’Ensemble 415, dir. Chiara Banchini et Sandrine Piau, soprano (9–10/23–24 janvier 1999, 2CD Zig-Zag Territoires ZZT 99070 (1/2))[1] (OCLC 50446376)

Concertos
- Beethoven
  - Concertos pour piano nos 1 et 2 - Ensemble Cristofori, piano-forte Johann Fritz, Vienne 1805–1810 (mai 2008, Alpha 155) (OCLC 811449659)
  - Concertos pour piano nos 3 et 6 (op. 61a) - Ensemble Cristofori (mai 2007, Alpha) (OCLC 811449642)
  - Concertos pour piano nos 4 et 5 - Ensemble Cristofori (septembre 2004, Alpha 079) (OCLC 811334567)
- Gruber, Concerti per fortepiano nos 1 et 2, Sonate pour piano no 4 - Ensemble Cristofori (août 2009, Pan Classics PC 10231) (OCLC 811455650)
- Mozart
  - Concertos pour piano  nos 20, KV 466 et 21, KV 467 - Ensemble Cristofori, pianoforte d'après Anton Walter, Vienne c. 1782 copie de Gerard Tuinman et Paul Poletti (6–8 juin 2011, Accent ACC 24265) (OCLC 811644152)
  - Concertos pour piano nos 18, KV 456 et 19, KV 459 - Ensemble Cristofori (14–17 mai 2012, Accent ACC 24278) (OCLC 846487035)
  - Concerto pour piano KV 175 - trois versions (Salzbourg/Vienne) - Ensemble Cristofori, clavecin italien d'après Giusti 1720 (copie de Geert Karman) ; piano à tangente d'après Spaeth & Schmahl c. 1770 (copie de William Jurgenson) (13–17 mai 2013, Accent) (OCLC 870340872)
  - Concertos pour piano KV 238 & 246 - Ensemble Cristofori (2015, Accent)
  - Concertos pour piano nos 6 KV 246 et 8 KV 238 - Ensemble Cristofori (2–4 mai 2014, Accent) (OCLC 900884768)
- Fodor, Concerto op. 12 ; Wilms, Concerto op. 3 ; Messemaecker, Quatuor op. 9 no 1 : Concertos pour hollandais pour piano - Ensemble Cristofori (septembre 2002, Alpha 052) (OCLC 705280638)

Lieder et mélodies
- Berlioz, La Belle Voyageuse, mélodies - Jérôme Correas, baryton ; Christophe Coin, violoncelle… ; pianoforte Ignace Pleyel 1836 (2001, Alpha 024) (OCLC 811334065)
- La flûte invisible, Musique française à l’aube du XXe siècle - Debussy, Chansons de Bilitis ; 6 épigraphes antiques, 2 poèmes de Ronsard, op. 26 ; Pierné, Les 3 chansons ; Caplet, Godard… -  Sandrine Piau, soprano ; Hervé Lamy, ténor ; Gilles de Talhouët, flûte (2004, Alpha 096) (OCLC 873054712)
- Chostakovitch, Krokodil - Nadja Smirnova (soprano), Petr Migunov (basse), Graf Mourja (violin) et Marie Hallynck (violoncelle) (mai 2003, 2CD Alpha 055) (OCLC 811334073)
- Mendelssohn, Auf den Flügeln des Gesangs (Lieder) - Hans Jörg Mammel (3–5 juin 2008, Carus) (OCLC 877887449)
- Reichardt, Lieder et sonates - Isabelle Poulenard (15–19 mars 1998, Auvidis/Astrée) (OCLC 42060734)
- Mozart the Magician, lieder et œuvres pour pianoforte - Sophie Karthäuser (soprano), Monique Simon (alto), Hans Jörg Mammel (ténor) (2005, Q Disc)
- Schubert
  - Lieder - Johanette Zomer (soprano), Egidius Kwartet, Igor Roukhadze (violon) (septembre 2001, Etcetera) (OCLC 156054142)
  - Kennst Du das Land? - Lieder - Johannet Zomer (soprano), Arthur Schoonderwoerd (piano-forte d'après Anton Walter) (janvier 2003, Alpha 044)
  - Winterreise - Hans Jörg Mammel (ténor), Arthur Schoonderwoerd (pianoforte Johann Fritz c. 1810) (22–24 octobre 2005, Alpha 101) (OCLC 811451170)
  - Die schöne Müllerin - Hans Jörg Mammel (ténor), Arthur Schoonderwoerd (forte-piano Nannette Streicher, Vienne 1814) (2–5 mars 2011, Raumklang) (OCLC 782048666)
  - Schwanengesang - Hans Jörg Mammel (ténor), Arthur Schoonderwoerd (forte-piano Nannette Streicher, Vienne 1814) (2012, Alpha)